# Peter Bensmann
Peter Bensmann (* 6. Juni 1942 in Osnabrück) ist ein deutscher Politiker und ehemaliger Landtagsabgeordneter (CDU).

## Leben und Beruf
Nach dem Besuch der Volksschule und der Realschule absolvierte er eine Lehre im Hotel- und Gaststättengewerbe. Anschließend war er als Soldat bei der Bundeswehr tätig.
Der CDU gehört Bensmann seit 1971 an. Er war in zahlreichen Parteigremien vertreten.

## Abgeordneter
Vom 30. Mai 1985 bis zum 1. Juni 2000 war Bensmann Mitglied des Landtags des Landes Nordrhein-Westfalen. Er wurde jeweils über die Landesliste seiner Partei gewählt. Dem Rat der Stadt Unna gehörte er von 1976 bis 1985 an.